# Joy Coghill
Pour les articles homonymes, voir Coghill.
Joy Coghill est une actrice canadienne, née le 13 mai 1926 à Findlater (Saskatchewan) et morte le 20 janvier 2017 à Vancouver (Colombie-Britannique).

## Filmographie

### Cinéma
- 1975 : Frissons (Shivers) : Mona Wheally
- 1978 : Jacob Two-Two Meets the Hooded Fang : Mistress Fowl
- 1984 : Change of Heart
- 1987 : Blue Monkey : Dede Wilkens
- 1990 : From Flores : narratrice (voix)
- 1994 : André, mon meilleur copain : Betsy
- 1997 : Silence
- 1998 : The Sleep Room : Mrs. Olson
- 1999 : Double jeu (Double Jeopardy) : Neighbor in Garden
- 2000 : A Day In a Life : Dorthy

### Télévision
- 1986 : Nobody's Child (TV) : patiente n° 1
- 1987 : Christmas Comes to Willow Creek (en) (TV) : Charlotte
- 1991 : Omen IV: The Awakening (TV) : sœur Francesca
- 1991 : Mon fils Johnny (My Son Johnny) (TV) : Anna Cortino
- 1993 : Tremblement de terre à San Francisco (Miracle on Interstate 880) (TV) : sœur Mary
- 1993 : Sherlock Holmes Returns (TV)
- 1994 : L'Enfer blanc (Snowbound: The Jim and Jennifer Stolpa Story) (TV) : Dr Jorgenson
- 1995 : X-Files (épisode Aubrey) : Linda Thibedeaux
- 1995 : The Other Mother: A Moment of Truth Movie (TV) : sœur Vincent
- 1996 : My Life as a Dog (série TV) : Auntie Auntie / Astrid Árnesson
- 1996 : Le Destin de Dina (Color Me Perfect) (TV) : Jennifer
- 1997 Stargate SG1 : Saroosh/Selmak (épisode La Tok'ra 1re partie )
- 2000 : Le Village du père Noël (en) (The Christmas Secret) (TV) : Old lady
- 2002 : Apparitions (Living with the Dead) (TV) : Mrs. Ziff

## Distinctions
- Ordre du Canada en 1990.
- Prix Gascon-Thomas en 1990.